# Doudou Adoula
Antoine Pierre-Emmanuel Adoula Monga dit Doudou Adoula, est un auteur-compositeur-interprète et atalaku congolais né le 23 juillet 1965 à Kinshasa, en République démocratique du Congo et mort le 7 décembre 2024 à Bruxelles (Belgique). Il est membre de longue date dans Zaïko Langa Langa.

## Biographie

### 1965–1988: Enfance et débuts musicaux
Antoine Pierre-Emmanuel Adoula Monga est né le 23 juillet 1965 à Kinshasa, de Cyrille Adoula, ancien Premier ministre congolais de 1961 à 1964, décédé en 1978.
Doudou a grandi dans une famille politiquement importante, mais a choisi de poursuivre une carrière dans la musique plutôt que dans la politique. Au début des années 1980, il commence à chanter dans plusieurs groupes de quartier, dont Le Fleuron, où il se produit aux côtés de futurs artistes marquants comme Pascal Poba et Jean-Marie Motingia. Plus tard, il rejoint le groupe Il Fallait Kaka, qui rivalise avec Wenge Musica, futur porte-drapeau d'une nouvelle vague de la musique congolaise dans les années 1990. En 1985, Adoula devient membre de l'orchestre Tout Choc Oka Elengi Eye à Kasa-Vubu en tant que chanteur et atalaku. Connu comme un terrain d'entraînement des futures stars du Zaïko Langa Langa, ce groupe comprenait également des figures parmi lesquelles Cheikdan Mbuku, Carlyto Lassa et Malage de Lugendo,.

### 1988–2023: Zaïko Langa Langa
L'histoire de Doudou Adoula avec Zaïko Langa Langa a commencé de manière informelle en 1987 lorsqu'il remplaçait occasionnellement l'atalaku lors des concerts de l'orchestre. Son entrée officielle dans le groupe a eu lieu en mai 1988, à l'âge de 23 ans, après une scission majeure qui a vu des membres éminents du groupe quitter le groupe pour former Zaïko Langa Langa Familia Dei,. Alors que Zaïko Langa Langa entre dans une phase de reconstruction sous Jossart N'Yoka Longo, Adoula est recruté aux côtés de collègues de Tout Choc Oka, dont Shango Landu, Mafuta Mondial et Jean-Marie Motingia.
Sa première contribution majeure a eu lieu lors de concerts en 1988, mais il a rapidement acquis une plus grande reconnaissance avec l'album studio du groupe Jetez l'éponge, sorti en décembre 1989. Cela l'a révélé au public en se produisant aux côtés du légendaire Nono Monzuluku. Nono avait entraîné Adoula pendant ses premiers moments dans le groupe. En 1989, Adoula participe à la tournée européenne de Zaïko Langa Langa et contribue à l'album collaboratif Les Asiatiques, sous l'impulsion de Bob Boto, où sa première composition, « Bolongola Ngai Soni », est interprétée par Carlyto Lassa et Malage de Lugendo.
Au fil des années, Adoula a participé à toutes les tournées internationales et à l'enregistrement d'albums marquants, tels que Ici ça va... Fungola motema (1990), du nom d'une des phrases emblématiques d'Adoula lors de performances live, Jamais sans nous (1991), Avis de Recherche (1995). En 1996, Adoula compose sa première chanson pour Zaïko Langa Langa, "Anticorps", présente sur l'album Sans Issue. Ses contributions ultérieures incluent "Criminel d'amour" (2002) et "Bilan Négatif" (2019).
En 2011, il a joué un rôle central dans le maxi-single Bande Annonce, qui comprenait le classique « Boh ». Le maxi-single a atteint le sommet du hit-parade congolais en décembre 2011, suivi de Techno malewa suite et fin de Werrason et Wenge Musica Maison Mère. En 2023, Adoula se retire de sa participation active à Zaïko Langa Langa pour se faire soigner en Belgique.

### 2024: Décès
Doudou Adoula est décédé le 7 décembre 2024 à Bruxelles, en Belgique, à l'âge de 59 ans.

## Discographie sélective
- 1989 : Jetez l'éponge
- 1989 : Les Asiatiques
- 1990 : Ici ça va... Fungola motema
- 1991 : Jamais sans nous
- 1995 : Avis De Recherche
- 1996 : Sans Issue
- 1997 : Backline Lesson One
- 1998 : Nous Y Sommes
- 1999 : Poison
- 2001 : Feeling
- 2002 : Eurêka
- 2004 : Empreinte
- 2007 : Rencontres
- 2011 : Bande Annonce
- 2019 : Sève